# Vinzenz Marschall
Vinzenz Marschall (* 13. November 1889 in Torkenweiler, einem Wohnplatz von Eschach (das heute ein Ortsteil von Ravensburg ist); † 25. Februar 1959 in Bregenz) war ein deutscher Maler und Zeichner. Er betätigte sich auch auf anderen Gebieten der bildenden Kunst wie Radierung und Holzschnitt.

## Leben
Der Sohn eines Bauern absolvierte eine Ausbildung zum Maler und Vergolder. Eine Kunstakademie besuchte er nicht, obwohl er sich später als Kunstmaler bezeichnete. Wie sein älterer Bruder Josef (1887–1917) arbeitete er zunächst für die Dorn'sche Buchhandlung des Verlags Karl Alber und schuf Buchillustrationen und Vorlagen für Ansichtskarten, hauptsächlich mit Motiven aus dem süddeutschen Raum. Während des Ersten Weltkrieges kämpften die Brüder Marschall an der Westfront; ihre Erlebnisse hielten sie in Zeichnungen und Skizzen fest, die heute z. T. im Ravensburger Stadtarchiv aufbewahrt werden. Josef Marschall fiel im Oktober 1917, wohingegen Vinzenz lebend zurückkehrte. 1921 heiratete er Maria Schmidinger. Sie stammte aus Schwarzenberg im Bregenzer Wald. Aus der Ehe ging ein Sohn hervor.
Nach mehreren Jahren Mitarbeit bei Alber wurde Vinzenz Marschall freischaffender Künstler. Er erledigte Auftragsarbeiten wie Albumblätter, Schießscheiben, Etiketten etc. Daneben schuf er auch Radierungen und Holzschnitte. Ein wiederkehrendes Motiv war dabei die Stadt Ravensburg. Die Art-Déco-Fenster in der Bierhalle in der Rossstraße 3 in Ravensburg sind mit „Vincenz Marschall“ signiert und mit „1925“ datiert.
In seinen späteren Lebensjahren wohnte Vinzenz Marschall mit seiner Ehefrau im historischen Ravensburger „Rebhäusle“ in der Schlierer Straße und kümmerte sich um den städtischen Rebgarten. 1958 zog das Ehepaar zu seinem Sohn nach Bregenz, wo Vinzenz Marschall recht bald starb.
Neben den Werken aus der Zeit des Krieges befinden sich auch weitere Zeichnungen Vinzenz Marschalls, ebenso wie Werke seines Bruders, im Ravensburger Stadtarchiv.
In den 1990er Jahren fand in Ravensburg eine Ausstellung mit Werken der Brüder Marschall statt. Ein Katalog ist nicht erschienen.